# Samoa ai Giochi della XXXIII Olimpiade
Le Samoa hanno partecipato ai Giochi della XXXIII Olimpiade, svoltisi a Parigi dal 26 luglio all'11 agosto 2024, con una delegazione di 24 atleti, 20 uomini e 4 donne, in 9 discipline.
Il portabandiera alla cerimonia di apertura è stato Don Opeloge.

## Delegazione
| Sport             | Uomini | Donne | Totale |
| ----------------- | ------ | ----- | ------ |
| Atletica leggera  | 1      | 0     | 1      |
| Canoa/kayak       | 1      | 1     | 2      |
| Judo              | 1      | 0     | 1      |
| Lotta             | 1      | 0     | 1      |
| Nuoto             | 1      | 1     | 2      |
| Pugilato          | 1      | 0     | 1      |
| Rugby a 7         | 12     | 0     | 12     |
| Sollevamento pesi | 1      | 1     | 2      |
| Vela              | 1      | 1     | 2      |
| Totale            | 20     | 4     | 24     |

## Risultati

### Atletica leggera
| Q | Qualificato al turno successivo per la posizione in qualificazione                                                           |
| q | Qualificato per il turno successivo per ripescaggio o, negli eventi su campo, conquistando la misura minima per qualificarsi |

Eventi su campo
Maschile

| Atleta    | Evento           | Qualificazione | Qualificazione | Finale    | Finale    |
| Atleta    | Evento           | Risultato      | Posizione      | Risultato | Posizione |
| --------- | ---------------- | -------------- | -------------- | --------- | --------- |
| Alex Rose | Lancio del disco | 62,88 m        | 12º q          | 61,89 m   | 12º       |

### Canoa/Kayak

#### Velocità
Maschile
| Atleta         | Evento    | Batteria | Batteria   | Quarti di finale | Quarti di finale | Semifinale      | Semifinale      | Finale          | Finale          |
| Atleta         | Evento    | Tempo    | Classifica | Tempo            | Classifica       | Tempo           | Classifica      | Tempo           | Classifica      |
| -------------- | --------- | -------- | ---------- | ---------------- | ---------------- | --------------- | --------------- | --------------- | --------------- |
| Tuva'a Clifton | K1 1000 m | 3'54"49  | 6º QF      | 3'55"20          | 7º               | non qualificato | non qualificato | non qualificato | non qualificato |

Femminile
| Atleta           | Evento   | Batteria | Batteria   | Quarti di finale | Quarti di finale | Semifinale      | Semifinale      | Finale          | Finale          |
| Atleta           | Evento   | Tempo    | Classifica | Tempo            | Classifica       | Tempo           | Classifica      | Tempo           | Classifica      |
| ---------------- | -------- | -------- | ---------- | ---------------- | ---------------- | --------------- | --------------- | --------------- | --------------- |
| Samalulu Clifton | K1 500 m | 2'01"12  | 7ª QF      | 1'59"64          | 8ª               | non qualificata | non qualificata | non qualificata | non qualificata |

### Judo
Maschile
| Atleta          | Evento | 16-esimi                        | Ottavi               | Quarti               | Semifinali           | Ripescaggio          | Med. bronzo          | Finale               | Posizione       |
| Atleta          | Evento | Avversario Risultato            | Avversario Risultato | Avversario Risultato | Avversario Risultato | Avversario Risultato | Avversario Risultato | Avversario Risultato | Posizione       |
| --------------- | ------ | ------------------------------- | -------------------- | -------------------- | -------------------- | -------------------- | -------------------- | -------------------- | --------------- |
| William Tai Tin | −73 kg | A. T. Mlugu (TAN) P (0001-0010) | non qualificato      | non qualificato      | non qualificato      | non qualificato      | non qualificato      | non qualificato      | non qualificato |

### Lotta

#### Libera
Maschile
| Atleta       | Evento | Sedicesimi               | Ottavi               | Quarti               | Semifinali           | Ripescaggio          | Finale/ Finale per il bronzo | Pos.            |
| Atleta       | Evento | Avversario Risultato     | Avversario Risultato | Avversario Risultato | Avversario Risultato | Avversario Risultato | Avversario Risultato         | Pos.            |
| ------------ | ------ | ------------------------ | -------------------- | -------------------- | -------------------- | -------------------- | ---------------------------- | --------------- |
| Gaku Akazawa | –65 kg | I. Dudaev (ALB) P (0-10) | non qualificato      | non qualificato      | non qualificato      | non qualificato      | non qualificato              | non qualificato |

### Nuoto

#### Maschile
| Atleta           | Evento             | Batterie | Batterie | Semifinali      | Semifinali      | Finale          | Finale          |
| Atleta           | Evento             | Tempo    | Pos.     | Tempo           | Pos.            | Tempo           | Pos.            |
| ---------------- | ------------------ | -------- | -------- | --------------- | --------------- | --------------- | --------------- |
| Johann Stickland | 100 m stile libero | 52"94    | 66º      | non qualificato | non qualificato | non qualificato | non qualificato |

#### Femminile
| Atleta      | Evento            | Batterie | Batterie | Semifinali      | Semifinali      | Finale          | Finale          |
| Atleta      | Evento            | Tempo    | Pos.     | Tempo           | Pos.            | Tempo           | Pos.            |
| ----------- | ----------------- | -------- | -------- | --------------- | --------------- | --------------- | --------------- |
| Kaiya Brown | 50 m stile libero | 28"31    | 48ª      | non qualificata | non qualificata | non qualificata | non qualificata |

### Pugilato
Maschile
| Atleta                 | Evento                | Sedicesimi                    | Ottavi di finale     | Quarti di finale     | Semifinali           | Finale               | Pos.            |
| Atleta                 | Evento                | Avversario Risultato          | Avversario Risultato | Avversario Risultato | Avversario Risultato | Avversario Risultato | Pos.            |
| ---------------------- | --------------------- | ----------------------------- | -------------------- | -------------------- | -------------------- | -------------------- | --------------- |
| Ato Plodzicki-Faoagali | Pesi massimi (-92 kg) | V. Schelstraete (BEL) P (0-5) | non qualificato      | non qualificato      | non qualificato      | non qualificato      | non qualificato |

### Rugby a 7

#### Maschile
Rosa
| Nº | Nome              | Data di nascita   |
| -- | ----------------- | ----------------- |
| 1  | Vaovasa Afa Su'a  | 11 ottobre 1991   |
| 2  | Alamanda Motuga   | 11 settembre 1994 |
| 3  | BJ Telefoni Lima  | 23 luglio 1999    |
| 4  | Motu Opetai       | 20 giugno 2001    |
| 5  | Tom Maiava        | 6 marzo 1999      |
| 6  | Taunu'u Niulevaea | 21 gennaio 2000   |
| 7  | Lalomilo Lalomilo | 12 febbraio 1999  |
| 8  | Neueli Leitufia   | 24 ottobre 2001   |
| 9  | Fa'afoi Falaniko  | 14 marzo 2002     |
| 10 | Paul Scanlan      | 9 agosto 1996     |
| 11 | Steve Onosai      | 19 settembre 2001 |
| 12 | Va'a Apelu Maliko | 10 novembre 1998  |

Fase a gironi - Girone B
| Data      | Incontro              | Risultato | Sede        |
| --------- | --------------------- | --------- | ----------- |
| 24-7-2024 | Australia ‒ Samoa     | 21-14     | Saint-Denis |
| 24-7-2024 | Argentina ‒ Kenya     | 31-12     | Saint-Denis |
| 24-7-2024 | Australia ‒ Kenya     | 21-7      | Saint-Denis |
| 24-7-2024 | Argentina ‒ Samoa     | 28-12     | Saint-Denis |
| 25-7-2024 | Samoa ‒ Kenya         | 26-0      | Saint-Denis |
| 25-7-2024 | Argentina ‒ Australia | 14-22     | Saint-Denis |

Classifica
| Pos | Squadra   | G | V | N | P | PF | PS | P±  | PT |
| --- | --------- | - | - | - | - | -- | -- | --- | -- |
| B1  | Australia | 3 | 3 | 0 | 0 | 64 | 35 | 29  | 9  |
| B2  | Argentina | 3 | 2 | 0 | 1 | 73 | 46 | 27  | 7  |
| B3  | Samoa     | 3 | 1 | 0 | 2 | 52 | 49 | 3   | 5  |
| B4  | Kenya     | 3 | 0 | 0 | 3 | 19 | 78 | −59 | 3  |

Play-off per il 9º posto
Semifinale
| Arbitro: | Gianluca Gnecchi |

|                                                                |    |               |
| Scanlan 1’, 3’ Apelu 8’ Leitufia 10’ Maiava 12’ Lalomilo 14+1’ | mt | 7+1’ Noguchi  |
| Leitufia 1’, 3’ Scanlan 8’, 10’ Maiava 12’ Apelu 14+1’         | tr | 7+1’ Taninaka |

Finale per il 9º posto
| Arbitro: | Tevita Rokovereni |

|            |    |              |
| Opetai 11’ | mt | 3’, 8’ Okeyo |

| Posizione Finale |
| ---------------- |
| 10°              |

### Sollevamento pesi
Maschile
| Atleta      | Evento  | Strappo   | Strappo    | Slancio         | Slancio         | Totale          | Classifica      |
| Atleta      | Evento  | Risultato | Classifica | Risultato       | Classifica      | Totale          | Classifica      |
| ----------- | ------- | --------- | ---------- | --------------- | --------------- | --------------- | --------------- |
| Don Opeloge | –102 kg | 170 kg    | nm         | non qualificato | non qualificato | non qualificato | non qualificato |

Femminile
| Atleta     | Evento | Strappo   | Strappo    | Slancio   | Slancio    | Totale | Classifica |
| Atleta     | Evento | Risultato | Classifica | Risultato | Classifica | Totale | Classifica |
| ---------- | ------ | --------- | ---------- | --------- | ---------- | ------ | ---------- |
| Morea Baru | +81 kg | 105 kg    | 12ª        | 141 kg    | 9ª         | 246 kg | 11ª        |

### Vela
Maschile
| Atleta       | Evento | Regata | Regata | Regata | Regata | Regata | Regata | Regata | Regata | Regata | Regata | Regata | Regata | Regata | Regata | Regata | Regata | Punteggio Totale | Punteggio Netto | Classifica |
| Atleta       | Evento | 1      | 2      | 3      | 4      | 5      | 6      | 7      | 8      | 9      | 10     | 11     | 12     | 13     | 14     | 15     | M      | Punteggio Totale | Punteggio Netto | Classifica |
| ------------ | ------ | ------ | ------ | ------ | ------ | ------ | ------ | ------ | ------ | ------ | ------ | ------ | ------ | ------ | ------ | ------ | ------ | ---------------- | --------------- | ---------- |
| Eroni Leilua | Laser  | 42     | 41     | 43     | 42     | 39     | 39     | 31     | 40     | N.D.   | N.D.   | N.D.   | N.D.   | N.D.   | N.D.   | N.D.   | EL     | 317              | 274             | 42º        |

Femminile
| Atleta          | Evento       | Regata | Regata | Regata | Regata | Regata | Regata | Regata | Regata | Regata | Regata | Regata | Regata | Regata | Regata | Regata | Regata | Punteggio Totale | Punteggio Netto | Classifica |
| Atleta          | Evento       | 1      | 2      | 3      | 4      | 5      | 6      | 7      | 8      | 9      | 10     | 11     | 12     | 13     | 14     | 15     | M      | Punteggio Totale | Punteggio Netto | Classifica |
| --------------- | ------------ | ------ | ------ | ------ | ------ | ------ | ------ | ------ | ------ | ------ | ------ | ------ | ------ | ------ | ------ | ------ | ------ | ---------------- | --------------- | ---------- |
| Vaimooia Ripley | Laser Radial | 42     | 41     | 43     | 40     | 38     | 39     | 44     | 39     | 43     | N.D.   | N.D.   | N.D.   | N.D.   | N.D.   | N.D.   | EL     | 369              | 325             | 43ª        |